# Poroderma
Poroderma – rodzaj drapieżnych, morskich  ryb chrzęstnoszkieletowych z rodziny rekinkowatych (Scyliorhinidae).

## Zasięg występowania
Wody oceaniczne wokół południowej Afryki.

## Cechy charakterystyczne
Długość ciała do 101 cm. Gatunki z rodzaju Poroderma wyróżniają się wśród pozostałych rekinkowatych kontrastowym ubarwieniem – zwykle mają ciemne pasy na jasnym tle – oraz obecnością wąsików. Prowadzą nocny tryb życia. Żywią się skorupiakami i rybami.

## Systematyka
Rodzaj zdefiniował w 1838 roku szkocki zoolog Andrew Smith w artykule poświęconym rewizji taksonomicznej rodzaju Squalus opublikowanym w czasopiśmie Proceedings of the Zoological Society of London.Gatunkiem typowym jest (późniejsze oznaczenie) rekinek leniwy (P. africanum).

### Etymologia
- Poroderma: gr. πορος poros ‘dziura, otwór’; δερμα derma, δερματος dermatos ‘skóra’[6].
- Conoporoderma: gr. κωνος kōnos ‘stożek’; rodzaj Paroderma Smith, 1838[2]. Gatunek typowy (oryginalne oznaczenie): Scyllium pantherinum Müller & Henle, 1845 (= Scyllium pantherinum Smith, 1838).

### Podział systematyczny
Gatunki zaliczane do tego rodzaju:
- Poroderma africanum (Gmelin, 1789) – rekinek leniwy[7]
- Poroderma pantherinum (Smith, 1838)